# Бахуташвили, Константин
Константин Бахуташвили (груз. კონსტანტინე ბახუტაშვილ; род. 30 декабря 1970) — советский и грузинский хоккеист, вратарь.

## Биография
На юношеском уровне играл за ЦСКА. Бронзовый призёр чемпионата Европы среди юниорских команд 1988 года. В сезоне 1988/89 играл во второй лиге за ШВСМ-МЦОП и «Трактор» Липецк. 17 марта 1989 года провёл единственный матч за ЦСКА в чемпионате СССР — в домашней игре против «Сокола» (9:2) вышел на 51-й минуте вместо Максима Михайловского при счёте 7:2. По собственным словам, заиграть в ЦСКА ему помешала грузинская фамилия — он отказался её сменить. Играл за СКА МВО (1988/89 — 1990/91), «Итиль» Казань (1991/92 — 1992/93).
Переехал в Грузию. Оказывал помощь в организации чемпионата Грузии, начавшего проводиться с 2007 года. Игрок команды «Айс Найтс Тбилиси» («Ледовые Рыцари» Тбилиси).